# 竹宮ゆゆこ
竹宮 ゆゆこ（たけみや ゆゆこ、1978年2月24日 - ）は、日本の小説家、漫画原作者。東京都出身・在住。ストレートエッジ所属。

## 活動など
2004年9月に『電撃hp SPECIAL』2004 AUTUMN掲載『うさぎホームシック』（『わたしたちの田村くん』第1話）で小説デビュー。また、同月に美少女ゲーム『Noel』（フライングシャイン）のシナリオも手掛けた。
『このライトノベルがすごい!』で行われている「作品（シリーズ）部門ランキング」において、2007年度6位、2008年度4位、2009年度2位にランクイン。2007年にはライトノベルアワードでラブコメ部門賞を受賞している。
『とらドラ!』で初のアニメ化を果たしている。4巻の時期にアニメ化の話があり、これにともない全体的な構成を考え10巻程度のプロット製作と本稿を進めていた。6巻脱稿後に編集との話し合いにより、第3稿までへと複数回書き直しを行うなどの原作10巻で脱稿後の製作裏舞台が著者インタビューにて語られている。
『ゴールデンタイム』完結後は、一般文芸に活動の場を移している。
かつて刊行されていた『電撃文庫MAGAZINE』ではエッセイを寄稿していた。自身のホームページやSNSは存在しないため、彼女の近況を知ることが出来る数少ない企画であった。

## 人物
たらこスパゲッティに目がない。読者の間での愛称は「たけゆゆ」「三十路」もしくは「ゆゆぽ」。あとがきでダイエットや三十代ネタを披露する事が多い。
『とらドラ!』における著者の好きなキャラクターは「以前からずっと亜美ちゃんです」と語られている。

## 作品リスト

### 小説

#### ライトノベル
- わたしたちの田村くん（2005年 電撃文庫 全2巻、イラスト：ヤス）
- とらドラ!（2006年 - 2010年 電撃文庫 全10巻＋スピンオフ3巻、イラスト：ヤス）
- ゴールデンタイム（2010年 - 2014年 電撃文庫 全8巻＋列伝2巻＋番外1巻、イラスト：駒都えーじ）

#### 一般文芸
- 知らない映画のサントラを聴く（2014年9月 新潮文庫 〈新潮文庫nex〉、装画：ふゆの春秋）
- 砕け散るところを見せてあげる（2016年6月 新潮文庫 〈新潮文庫nex〉、装画：浅野いにお）
- あしたはひとりにしてくれ（2016年11月 文春文庫、装画：かわかみじゅんこ）
- おまえのすべてが燃え上がる（2017年6月 新潮文庫 〈新潮文庫nex〉、装画：高野ひと深）
- 応えろ生きてる星（2017年11月 文春文庫、装画：かとうれい）
- あなたはここで、息ができるの?（2018年10月 新潮社／2020年4月 新潮文庫 〈新潮文庫nex〉、装画：山口つばさ）
- いいからしばらく黙ってろ！（2020年2月 KADOKAWA／2023年7月 角川文庫、装画：米代恭）
- 心が折れた夜のプレイリスト（2021年3月 新潮文庫〈新潮文庫nex〉、装画：北村英里）
- あれは閃光、ぼくらの心中（2022年6月 文春文庫、装画：ともわか）
- 心臓の王国（2023年7月 PHP研究所、装画：はらだ）

### 漫画原作
- エバーグリーン（2011年 - 2015年 電撃コミックス 全4巻、作画：カスカベアキラ）

### ゲームシナリオ
- 海からくるもの（rouge、2003年9月5日）
- Noel（FlyingShine、2004年9月24日）
- ゴールデンタイム Vivid Memories（角川ゲームス、2014年3月27日、監修）